# یومینگمکتک
یومینگمکتک (به انگلیسی: Umingmaktok) یک منطقهٔ مسکونی در کانادا است که در نوناووت واقع شده‌است. یومینگمکتک ۱۰۰٫۲۹ کیلومتر مربع مساحت و ۰ نفر جمعیت دارد و ۰ متر بالاتر از سطح دریا واقع شده‌است.